# Lennox Miller
Lennox Valencia Miller, detto Billy (Kingston, 8 ottobre 1946 – Pasadena, 8 novembre 2004), è stato un velocista giamaicano, vincitore di due medaglie olimpiche e padre della campionessa olimpica Inger Miller.

## Biografia
Miller vinse la medaglia d'argento nei 100 metri piani alle Olimpiadi di Città del Messico del 1968, inserendosi fra gli statunitensi Jim Hines e Charles Greene, dati come favoriti alla vigilia. Nella stessa Olimpiade ottenne il quarto posto nella staffetta 4×100 metri.
Si ripresentò alle olimpiadi successive dove conquistò la medaglia di bronzo, sempre nei 100 metri.
Laureatosi alla University of Southern California, ha esercitato per trent'anni la professione di dentista a Pasadena. È stato anche allenatore di sua figlia Inger, vincitrice dell'oro olimpico nella staffetta 4x100 metri nel 1996: i due sono stati la prima coppia padre-figlia a vincere una medaglia olimpica nell'atletica leggera.

## Palmarès
| Anno | Manifestazione  | Sede              | Evento    | Risultato | Prestazione | Note |
| ---- | --------------- | ----------------- | --------- | --------- | ----------- | ---- |
| 1968 | Giochi olimpici | Città del Messico | 100 metri | Argento   | 10"04       |      |
| 1972 | Giochi olimpici | Monaco di Baviera | 100 metri | Bronzo    | 10"33       |      |